# Сланцевий газ в Україні

## Вступ. Загальний стан проблеми
Аналіз показує, що найбільш перспективними на сланцевий газ в Україні є Юзівська площа (Східна Україна) та Олеська площа (Західна Україна), рис. Крім того його ресурси прогнозуються в Карпатах, Північному Криму і, можливо, на шельфі Чорного моря. За прогнозами американського геолога С. А. Кристофферсена ресурси сланцевого газу в Донецькому басейні можуть сягати до 51,8 трлн м3. Якщо прийняти, що видобувні ресурси становлять 20 % від загальних ресурсів, то Донецький басейн має потенціал видобувних ресурсів до 10,36 трлн м3. Розрахунок за моделями компанії Petrohawk дає близький результат: загальні ресурси сланцевого газу в Донецькому регіоні (Юзівська площа) — від 1,4 до 57 трлн м3, видобувні — від 0,28 до 11,4 трлн м3.
За оцінками Адміністрації енергетичної інформації США, опублікованими у червні 2013 р., технічно видобувні ресурси сланцевого газу на території України складають 3,6 трлн м3 (1,75 % світових запасів). У 2011 р. Адміністрація енергетичної інформації США оцінювала українські технічно видобувні ресурси сланцевого газу на рівні 1,2 трлн м3 (0,6 % від оцінених світових запасів), а загальні ресурси — на рівні близько 5,6 трлн м3. За даними звіту компанії Dixi Group, оцінки ресурсів сланцевого газу в Україні різняться і складають від 5 до 8 трлн м3, з яких технічно видобувними є 1 — 1,5 трлн м3.
Науково-дослідний інститут «Науканафтогаз», що входить в структуру НАК Нафтогаз України, оцінив загальні технічно видобувні ресурси сланцевого газу в Україні на рівні 22 трлн м3, в тому числі 14,3 трлн м3 в східному регіоні, 3,4 трлн м3 в західному регіоні та 4,3 трлн м3 — в південному регіоні. За оцінкою керівника центру нафтогазогеологічних досліджень Науканафтогазу Сергія Вакарчука, для комерційного видобутку можуть бути доступні в 3–4 рази менші обсяги сланцевого газу. Це ставить Україну на третє місце в Європі за обсягами резервів цього типу вуглеводнів після Польщі і Франції.

## Історичний аспект
За повідомленнями інформаційних інтернет-агентств, хронологія розвитку подій по сланцевому газу України виглядає наступним чином:
2006 р. Підписано договір між англо-голландською компанією Shell і ДК «Укргазвидобування» щодо двох проектів з пошуку і видобутку сланцевого газу.
2007 р. ці ж дві компанії затверджують угоду про пошуки і видобуток сланцевого газу в Дніпровсько-Донецькій западині.
2010 р. Україна видає ліцензії на розвідку сланцевого газу компанії Shell і американській компанії Exxon Mobil.
2011 р., вересень — підписано угоду з компанією Shell про буріння на газ у Харківській області на шести ділянках загальною площею 1 300 км². Інвестиції в проект передбачені в обсязі $800 млн.
2012 р., травень — стали відомі переможці конкурсу по розробці Юзівської (Донецька область) і Олеської (Львівська область) газових площ. Ними стали компанії Shell і Exxon Mobil, відповідно. Було заявлено, що промисловий видобуток на цих ділянках може початися в 2018—2019 рр.
2012 р., жовтень — компанія Shell почала буріння пошукової свердловини Біляївська-400 поблизу села Веселе Первомайського району Харківської області.
2013 р., січень — у Давосі (Швейцарія) за участю президента України між англо-голландською компанією Shell і українською «Надра Юзівська» підписано угоду про розподіл продукції від видобутку сланцевого газу на Юзівській ділянці в Харківській і Донецькій областях.
2013 р. листопад — американська компанія Chevron починає роботи на Олеській ділянці (Львівська та Івано-Франківська області). Початок буріння першої свердловини очікувалося в липні 2014 р.
2014 р., 1 квітня — на свердловині Біляївська-400 на глибині понад 4 тис. м проведений гідророзрив пласта і отримані перші кубометри газу щільних пісковиків України. Про дебіти газу не повідомляється.
У березні 2014 р. Shell і найбільша українська газовидобувна держкомпанія «Укргазвидобування» в рамках договору про спільну діяльність завершили буріння другої розвідувальної свердловини Ново-Мечебилівська-100 в Близнюківському районі Харківської області.
У 2014 р., з початком агресії Росії на Сході України, компанія Chevron вийшла з проекту з видобутку сланцевого газу. Chevron остаточно закрила своє представництво в 2015 р.
2014 р., 13 травня — сепаратиський рух «Юго-Восток» прийняв офіційну резолюцію про суверенітет і організацію державного управління донецької та луганської народних республік. В оприлюдненій «Дорожній карті незалежності» окремим пунктом 3.9 значиться: «Заборона на видобуток сланцевого газу».
У березні 2015 р. компанії Shell та «Укргазвидобування» повідомили про намір припинити дію договору про спільну діяльність, який передбачає пошук, розвідку та видобуток вуглеводнів на території Харківської області. Зокрема, йдеться про закриття свердловин «Беляївська-400» і «Ново-Мечебилівська-100». Причиною дипломатично названа недостатня економічна доцільність подальшого розвитку проекту.
У жовтні 2015 р. «Надра Юзівська» оголосила конкурс на залучення нового інвестора для реалізації проекту. 27 липня 2016 р. стало відомо, що перемогу в конкурсі здобула зареєстрована в Нідерландах компанія «Yuzgaz B.V.» («Юзгаз»), оскільки «запропонувала найбільш привабливу програму георозвідувальних робіт на ділянці».
Нині видобуток сланцевого газу в Україні повністю зупинений. Експерти пояснюють це кількома причинами, серед яких конфлікт на Донбасі, цінова кон'юктура на вуглеводневих ринках. Відновити видобуток планують з 2020 року.

## Техніко-економічний аспект
- 1. За укладеними угодами про розподіл продукції між українською стороною та компаніями Shell і Chevron з передбачуваних 20 млрд м³ щорічного обсягу видобутку 13 млрд м³ (65 %) відходить до компаній Shell і Chevron компенсацією витрат на розвідку та видобуток. Ще частина йде інвесторам. Україна для розподілу залишається всього 5 млрд куб. м. При цьому необхідно мати на увазі, що дебіт (величина припливу) свердловин на сланцевий газ падає дуже швидко[10]. Тому українська сторона навряд чи зможе скористатися сланцевим газом вже пробурених свердловин після компенсації витрат буровим компаніям і інвесторам.[11]
- 2. Комерційний директор британської JKX Oil & Gas, яка є материнською структурою «Полтавської газонафтової компанії», Пилип Воробйов на прес-конференції у Києві 2 березня 2016 р. зазначив, що вартість буріння свердловин для видобутку сланцевого газу в Техасі (США) складає 3,5 мільйона доларів, а в Україні — 15 мільйонів.

## Екологічний аспект
- 1. У нафтогазовій галузі немає прикладів такого потужного впливу на надра, як при видобутку сланцевого газу. Досить зазначити, що для видобутку 1 т цього газу потрібно закачати в пласт не менше 100 кг піску і 2 т води. Технологія видобутку газу полягає в бурінні свердловин з горизонтальною ділянкою стовбура довжиною до 1 200 м і багатоступінчатим ГРП. У міру виснаження припливу ГРП неодноразово повторюється. Для перших операцій ГРП було потрібно приблизно 1000 т води і 100 т піску. В даний час в горизонтальних свердловинах вартістю $ 2,6-3 млн для однієї операції ГРП необхідно близько 4 000 т води і 200 т піску. В середньому, протягом року на кожній свердловині проводиться три ГРП .
- 2. Застосування технології ГРП, за багатьма дослідженнями і оцінками експертів, несе екологічні ризики. Так дослідження Європейського Парламенту «Вплив видобування сланцевого газу та сланцевої нафти на довкілля та здоров'я людей» показало, що 58 з 260 застосовуваних в процесі ГРП речовин мають одну або кілька небезпечних властивостей [European Parliament's Committee on Environment. 2011]. У тому числі, 6 з них відносяться до списку речовин найвищої небезпеки, згідно з класифікацією Європейської Комісії, 38 класифікуються як небезпечні токсини, 8 речовин класифікуються як відомі канцерогени, 7 класифікуються як мутагенні, 5 — як такі, що впливають на репродуктивні процеси.
- 3. У висновках іншого дослідження «Хімічні речовини, що використовуються в гідравлічному для гідророзриву» Комітету Палати представників США з енергетики і торгівлі, виконаному у 2011 р., зазначено, по-перше, що цей аналіз є найбільш комплексною національною оцінкою типів і обсягів хімічних речовин, які використовуються в процесі гідравлічного розриву пласта; по-друге, що в 2005—2009 роках 14 провідних в галузі ГРП компаній в Сполучених Штатах використовувалося понад 2500 продуктів (реагентів) гідророзриву, що містять 750 сполук і понад 650 з них містили хімікати, які відомі або є можливими канцерогенами людини, або внесені до списку небезпечних забруднювачів повітря [United States House Committee on Energy and Commerce, 2011].

Крім цих оцінок є багато більш локальних досліджень і спостережень, які містять як аргументи «за» так і «проти» технології ГРП, які в основному корелюють з вказаними аргументами значимості технології ГРП та її ризиків.
- 4. Екологічні ризики ГРП обумовлені, головним чином, імовірністю землетрусів, а також проникнення застосовуваних в цій технології хімічних речовин у водоносні горизонти і вище — аж до поверхні землі. Детальні дослідження [Robert J. та ін.., 2015] показали, що землетруси можуть бути в окремих випадках спричинені ГРП, але цей ефект не є поширеним, і магнітуда землетрусів невелика — порядка 2-3 за шкалою Ріхтера.
- 5. Причини міграції хімічних речовин ГРП у гірському масиві називають різні, зокрема, виникнення землетрусів з малою магнітудою, що спричинені бурінням свердловин і проведенням ГРП (за даними [Щерба В. А., 2013] спостерігаються тисячі мікроземлетрусів), природна і новоутворена тріщинуватість гірських порід, капілярне всмоктування [Daniel T. та ін., 2015] тощо. При цьому підкреслюється вирішальний вплив характеристик геологічного середовища на явище висхідної міграції, оцінюються її швидкість і часові рамки від місця ГРП через корінні породи до неглибоких водоносних шарів. Т.Майерс [Myers, T., 2012] припустив, що така міграція може статися менш ніж за 10 років. У роботі [Samuel A., 2014] часові рамки такої міграції оцінені в понад 100 років. Наявність гідравлічного зв'язку між чорними сланцями і неглибокими водоносними шарами констатують також Rozell і Reaven [Rozell, D.J., and S.J. Reaven. 2012], Warner та ін.. [Warner, N.R. та ін.., 2012].
- 6. Автори [Samuel A., 2014] дослідили фактори, які контролюють міграцію рідини на глибині. Зокрема, вони розглянули висхідну міграцію рідин ГРП і сольових розчинів у чорних сланцях США в залежності від проникності вище-залеглих шарів порід та головних градієнтів, так як саме ці змінні, на їх переконання, детермінують напрям і величину вертикальних міграційних потоків рідин при ГРП. Наголошується на значно більшій (на порядок) горизонтальній міграції в порівнянні з вертикальною міграцією. Показано багатофакторність процесу міграції рідкої фази, на яку впливають, зокрема, розподіл зерен за розмірами, напруження в пласті, ступінь його насичення флюїдами, цементаційні процеси. Ці фактори часто спричиняють зниження проникності пласта-колектора на кілька порядків. Багатофазність рідин (наприклад, нафта, природний газ, і вода) в пористих середовищах теж суттєво знижує проникність. Переважання дрібнозернистих порід (сланці, алевроліти і аргіліти) і шарувата структура осадових басейнів обмежує вертикальну проникність корінних порід вище чорних сланців.
- 7. Особливої уваги заслуговують емпіричні дослідження вертикального зростання тріщини при виконанні стимуляції ГРП. Дослідження для умов сланців родовищ США (Барнетт, Eagle Ford, Марцелл, Woodford і Niobrara) виконані Фішером та ін. [Fisher, K., and N. Warpinski. 2011] фіксують максимальну висоту зростання тріщини (верхньої межі руйнування) під час кожної записаної стимуляції ГРП, як правило, близько 100 м від місця прикладення тиску гідророзриву. При цьому ГРП реалізувався на глибинах 1500—2500 м. В різних басейнах висота тріщин дещо варіює, що, очевидно, залежить від геологічної ситуації, а максимальна зафіксована висота тріщини трохи більше 500 м [Davies, R.J. та ін., 2012]). Зауважимо, що досліджувалася висота «первинної тріщини» — безпосередньо після ГРП. Її розвиток не простежувався.
- 8. Ще одним важливим аспектом розвитку порового простору після ГРП є поширення тиску по тріщинах. Встановлено, що крім мережі тріщин (тобто, тільки за межами поверхні тріщини або в крайніх межах поширення тріщини), зміна пластового тиску залежить від властивостей порід і флюїдів, які контролюють поширення тиску. Природні позитивні градієнти тиску (що є обовʼязковою умовою руху флюїду знизу-вгору) мають місце внаслідок топографічних факторів або реліктового надлишкового тиску на глибині [Samuel A., 2014].
- 9. Водночас, слід констатувати брак дослідження умов руйнування гірського масиву ГРП та проблеми пост-ефектів розвитку пористого про¬стору при гідравлічному розриві пласта. У наведених дослідженнях відсутній теоретичний аналіз процесу руйнування гірських порід при ГРП, можливостей моніторингу його кінетики, еволюції та прогнозу наслідків практичного застосування технології ГРП. Динаміка розвитку тріщинуватості у гірському масиві після ГРП практично недосліджена. Одним з можливих механізмів такого «саморозвитку» тріщинуватості гірських порід в присутності рідин є, як відомо, прояв ефекту Ребіндера [Andrade, E. N. D. C.; Randall, R. F. Y., 1949; Malkin, A. I., 2012; Ю. В. Горюнов та ін., 1966]. Ступінь прояву ефекту Ребіндера і його роль в міграції впровадженої рідини залежить від природи геоматеріалу.
- 10. Виконаний теоретичний аналіз пост-ефектів технології ГРП видобутку сланцевої нафти і газу показав наявність потенційно загрозливих чинників, які потребують подальшого дослідження [V.Biletskyi, L. Horobets, M. Fyk, A.-S. Mohammed, 2018]:
  -  — розвитку зон тріщиноутворення з наростаючим утворенням фрагментів, окремостей, тонких частинок, активованих по тракту буріння свердловин та ГРП;
  -  — систематичної сейсмічної активності розроблюваних пластів в результаті взаємодії вогнищ тріщиноутворення (з урахуванням принципу концентраційного укрупнення тріщин, релаксації напружень, зростання акустичної активності, авторезонансу, саморуйнування-диспергирования, викиду газів і пилу);
  -  — заповнення зон тріщиноутворення і тонкодисперсного активованого геоматеріалу хімічними речовинами з отруєнням органічних пластів землі і водоносних горизонтів; темпоральна оцінка розвитку пористого простору (по пласту і перпендикулярно його простяганню) за рахунок ефекту Ребіндера.